# المشبة (صعفان)

تعديل مصدري - تعديل

المشبة هي إحدى قرى عزلة الطرف بمديرية صعفان التابعة لمحافظة صنعاء، بلغ تعداد سكانها 1009 نسمة حسب تعداد اليمن لعام 2004.
المشبة: هو إحدى الاقسام الخمسة المكونه لعزلة الطرف وهذا القسم هو المكون الاساس لهذه العزلة الكبيرة من مديرية صعفان وموقع قسم المشبة من عزلة الطرف هو الوسط من بقية الاقسام الاربعة الباقية وهي قسم يابس وقسم بني مديهن وقسم دهوالدار والقسم الاخير قسم المخلاف 
سبب تسمية المشبه: لا يوجد إلى الآن تعيفا جازما عن سبب تسمية هذا القسم بهذا الاسم وكتاب لسان العرب لابن منظور قد اورد عدة المعاني والتعاريف عموما لمسمى المشبه والثابت من كبار السن في المنطقة إلى وجود حجر طبي يظهر من بعد السيول والامطار اسمه حجر المشبه. وهناك من يرى ان هذا القسم كان من جمال مناخه وطبيعته الشبه الجميل الذي يقرن به غيره. وبالطبع في اليمن ثلاث مناطق أو أكثر سميت بهذا الاسم الثانية في ملحان والثالثة في إحدى مديريات حجة. الآن هذا القسم في عزلة الطرف هو الأكثر سكانا ومساحة. وهو مركز العزلة جغرافيا وتاريخيا وكذا عسكريا 

## حصون المشبة
- الأول حصن المشبة
- الثاني حصن يابس
- الثالث حصن شرف الحداد
- الرابع حصن حماطة
- الخامس حصن
- السادس حصن

## السدود والبرك الزراعية
أهم واقدم هذه السدود هو سد الصليحي. وغيره من السدود والبرك ذات الملكية الفردية. والعامه 
ومن أهم ماهو في قسم المشبه جبل حماطه ويقال به من البرك ما يزيد عن 360 بركة ويرجح تاريخها إلى الدولة الصليحية. أو ما قبلها